# Districtul Amizour
Amizour este un district din provincia Béjaïa, Algeria.